# 735
735 (DCCXXXV) var ett normalår som började en lördag i den julianska kalendern.

## Händelser

### Okänt datum
- En smittkoppsepidemi bryter ut i Japan och reducerar befolkningen med 30%.

## Födda
- Du You, kinesisk historiker och kansler.
- Wang Wujun, kinesisk general.

## Avlidna
- 25 maj – Beda Venerabilis, anglosaxisk munk, främst aktiv i Northumbria.